# 藤井弘
藤井 弘（ふじい ひろむ、1935年9月29日 - 2018年11月9日）は、広島県福山市出身のプロ野球選手（内野手、外野手）・コーチ・監督。1976年以降の名前は「藤井 博」（読み方同じ）。愛称はゴジラ、通称"ゴジさん"。

## 経歴
盈進商業高校では、1953年春季広島大会決勝に進むが広陵高に敗退。卒業後は倉敷レイヨンに入社。1954年に八幡製鉄から移籍の話があり、内密でグラウンドの見学に行くなどして藤井自身は乗り気となるが、同じ社会人野球のライバルチームへの移籍にクラレから猛反対を受ける。この状況の中で広島カープから入団の打診があり、プロ野球ならやむなしとしてクラレも反対せず、八幡側も加藤喜作監督が白石勝巳監督の先輩だったことで了承し、1955年に広島カープへ入団の運びとなる。
一発強打の打撃力を買われての入団であったが、不器用でプロのカーブが全く打てず、長い二軍生活を送った。新人選手の41打席連続無安打は2021年佐藤輝明に更新されるまでセ・リーグ記録だった。その苦しみは他人の想像を遙かに超えており、遠征の帰路、船上から海に飛び込もうとしたほどであった。それを通りかかった野崎泰一二軍監督に見つかり、「死ね、死んだつもりで頑張ってみろ」と諭され奮起する。1956年のシーズン終盤には一塁手、五番打者の定位置を獲得し20試合に先発出場。入団3年目の1957年は開幕から三番打者として起用され、持ち前の長打力が開花。全試合出場を果たし17本塁打（リーグ5位）、62打点（リーグ3位）を記録、オールスターゲームにも出場した。1958年は打率.272でベストテン10位に喰い込む。1960年は序盤を故障欠場、興津達雄にポジションを譲るが6月には先発に復帰した。以降は中軸打者として1967年まで主にクリーンナップを務め、興津立雄・大和田明・古葉竹識・山本一義らと共にチームの打撃陣を支える。1963年には、キャリアハイとなる打率.280（リーグ12位）、20本塁打（リーグ7位）、80打点（リーグ5位）を記録した。1965年は開幕から右翼手として起用されるが、6月には一塁手に戻る。1968年には衣笠祥雄にポジションを譲り、1969年限りで引退。
現役時代は金田正一を苦手としていたが、1960年の国鉄戦ではその金田から特大ホームランを放ち、チームの64イニング無得点にストップをかけた。1961年7月16日には同じく金田から球団初の逆転サヨナラ本塁打も放っている。
引退後も広島に残り、二軍打撃コーチ（1972年 - 1977年）・一軍打撃コーチ（1978年 - 1983年）・二軍監督（1984年 - 1988年）を歴任。
2018年11月9日、脳梗塞のため広島市内の病院で死去。83歳没。

## プレースタイル
中軸打者として活躍する一方で、反面、守備はあまり得意ではなかった。一塁側に内野フライが上がると観客は静まりかえったと言う。そこで見事にキャッチすれば大拍手、取り損なっても拍手と、とにかく素人臭い守備はコミカルなアクションとなって観客を魅了した。
平松政次をよく打ち"平松キラー"とも呼ばれた。また"サヨナラ男"の異名を持ち、通算サヨナラ安打12本は球団記録となっている。シーズンによって好不調の波が激しいのが特徴でもあった。

## 逸話
1958年9月19日、この当時巨人のルーキーだった長嶋茂雄が、一塁ベース踏み忘れにより本塁打を取り消される（記録はピッチャーゴロとなる）ということがあったが、この時に一塁を守っており、藤井が鵜狩道夫投手から送球を受け一塁塁審の竹元勝雄にアピールしたことでアピールプレイが成立、長嶋はアウトとなった。後に長嶋を特集したあるラジオ番組で『長嶋がベースを踏まなかったのを確認した時に塁審と目が合ったが、彼も見逃してなかった』ということを語っていたことがあった。
1964年5月5日に、王貞治が5打席連続本塁打に挑んだときのラインドライブの打球を捕った一塁手でもあった。

## 詳細情報

### 年度別打撃成績
| 年 度      | 球 団      | 試 合 | 打 席 | 打 数 | 得 点 | 安 打 | 二 塁 打 | 三 塁 打 | 本 塁 打 | 塁 打 | 打 点 | 盗 塁 | 盗 塁 死 | 犠 打 | 犠 飛 | 四 球 | 敬 遠 | 死 球 | 三 振 | 併 殺 打 | 打 率 | 出 塁 率 | 長 打 率 | O P S |
| ---------- | ---------- | ----- | ----- | ----- | ----- | ----- | -------- | -------- | -------- | ----- | ----- | ----- | -------- | ----- | ----- | ----- | ----- | ----- | ----- | -------- | ----- | -------- | -------- | ----- |
| 1955       | 広島       | 28    | 61    | 53    | 0     | 4     | 2        | 0        | 0        | 6     | 1     | 0     | 0        | 2     | 0     | 6     | 0     | 0     | 19    | 0        | .075  | .169     | .113     | .283  |
| 1956       | 広島       | 23    | 83    | 71    | 8     | 16    | 1        | 1        | 4        | 31    | 10    | 0     | 0        | 2     | 1     | 7     | 0     | 2     | 18    | 3        | .225  | .313     | .437     | .749  |
| 1957       | 広島       | 130   | 549   | 484   | 42    | 112   | 24       | 1        | 17       | 189   | 62    | 5     | 3        | 5     | 3     | 52    | 0     | 5     | 75    | 15       | .231  | .312     | .390     | .703  |
| 1958       | 広島       | 120   | 487   | 408   | 53    | 111   | 25       | 2        | 17       | 191   | 55    | 3     | 4        | 2     | 0     | 76    | 9     | 1     | 71    | 12       | .272  | .388     | .468     | .856  |
| 1959       | 広島       | 126   | 492   | 422   | 47    | 90    | 16       | 1        | 20       | 168   | 54    | 5     | 1        | 3     | 6     | 52    | 1     | 9     | 90    | 6        | .213  | .313     | .398     | .711  |
| 1960       | 広島       | 86    | 195   | 164   | 18    | 39    | 7        | 0        | 8        | 70    | 23    | 5     | 4        | 3     | 0     | 24    | 0     | 4     | 46    | 3        | .238  | .349     | .427     | .776  |
| 1961       | 広島       | 117   | 440   | 382   | 40    | 103   | 26       | 3        | 15       | 180   | 56    | 4     | 3        | 1     | 6     | 49    | 2     | 2     | 80    | 8        | .270  | .356     | .471     | .827  |
| 1962       | 広島       | 131   | 522   | 462   | 53    | 109   | 24       | 2        | 18       | 191   | 73    | 2     | 2        | 0     | 3     | 56    | 2     | 1     | 64    | 13       | .236  | .320     | .413     | .733  |
| 1963       | 広島       | 130   | 504   | 447   | 56    | 125   | 28       | 1        | 20       | 215   | 80    | 1     | 1        | 4     | 3     | 46    | 3     | 4     | 37    | 14       | .280  | .352     | .481     | .833  |
| 1964       | 広島       | 133   | 480   | 403   | 51    | 92    | 20       | 0        | 13       | 151   | 45    | 4     | 3        | 7     | 4     | 61    | 2     | 5     | 46    | 16       | .228  | .337     | .375     | .712  |
| 1965       | 広島       | 126   | 365   | 311   | 33    | 70    | 10       | 0        | 15       | 125   | 37    | 1     | 3        | 7     | 2     | 44    | 1     | 1     | 46    | 8        | .225  | .323     | .402     | .725  |
| 1966       | 広島       | 104   | 310   | 263   | 30    | 55    | 5        | 2        | 12       | 100   | 38    | 3     | 1        | 5     | 0     | 37    | 1     | 5     | 50    | 5        | .209  | .318     | .380     | .698  |
| 1967       | 広島       | 125   | 429   | 365   | 40    | 92    | 17       | 1        | 14       | 153   | 57    | 1     | 5        | 0     | 3     | 56    | 4     | 5     | 75    | 8        | .252  | .359     | .419     | .778  |
| 1968       | 広島       | 58    | 70    | 53    | 2     | 10    | 0        | 0        | 1        | 13    | 4     | 0     | 0        | 0     | 0     | 13    | 0     | 4     | 15    | 1        | .189  | .386     | .245     | .631  |
| 1969       | 広島       | 67    | 68    | 55    | 3     | 7     | 1        | 0        | 3        | 17    | 8     | 0     | 0        | 0     | 2     | 11    | 1     | 0     | 15    | 2        | .127  | .273     | .309     | .582  |
| 通算：15年 | 通算：15年 | 1504  | 5055  | 4343  | 476   | 1035  | 206      | 14       | 177      | 1800  | 603   | 34    | 30       | 41    | 33    | 590   | 26    | 48    | 747   | 114      | .238  | .336     | .414     | .750  |

- 各年度の太字はリーグ最高

### 記録
節目の記録
- 1000試合出場：1964年8月18日 ※史上90人目

その他の記録
- オールスターゲーム出場：3回 （1957年、1958年、1962年）

### 背番号
- 5（1955年 - 1969年）
- 54（1972年 - 1974年）
- 77（1975年 - 1988年）